# 高仓健
高仓健（日语：／ Takakura Ken，1931年2月16日—2014年11月10日），本名小田刚一，日本福岡縣中間市出身的男演員。

## 生平
高仓健生于一个煤矿工人家庭，畢業于福岡縣立東筑高校、明治大学商学部商学科。年轻时他想成为外贸商人，但大学毕业时逢第二次世界大战后日本陷入萧条期，遂进入东映。翌年，以《电光空手打》一片出道。高仓健为东映侠义动作片的台柱，主演大批该类电影，代表作包括《日本侠客传》系列、《昭和残侠传》系列、《网走番外地》系列等。1975年，高仓健自东映公司退出，开始尝试不同类型的角色。1977年，凭借《幸福的黄手帕》中的演出而囊括当年日本各类最佳男主角奖。此后，他主演的《远山的呼唤》、《车站》等电影也成为经典。后期，他继续开拓事业，塑造了更多思想深沉、内心丰富的男子汉形象。高仓健参加拍摄过200多部电影。
高倉健曾獲得日本電影金像獎、每日電影獎、藍絲帶獎和電影旬報獎等知名電影獎項的最佳男主角獎。
同高仓健合作最多、时间跨度最长的导演是降旗康男，二人合作20次，其中包括《车站》、《铁道员》、《千里走单骑》、《只为了你》等等。降旗康男的导演处女作《地狱之法没有明天》便为高仓健主演，高仓健的遗作《致亲爱的你》也由降旗康男执导。
1978年，作为文化大革命之后登陆中国大陆的首部外国电影，高仓健主演的电影《追捕》引发轰动，中国大陆不少青年人开始模仿高仓健扮演的孤独沉默的男主角“杜丘冬人”。自此，高仓健成为中国大陆一代人心目中的偶像。1986年，高仓健首次到中国大陆访问，引发轰动。2005年，张艺谋导演的《千里走单骑》成为高仓健第204部电影作品，也是其唯一一部中国影视作品。
2014年11月10日3時49分，高倉健因惡性淋巴腫瘤擴散，在東京都的醫院病逝，享壽83歲。高仓健所属的事务所在2014年11月18日才公布他的死讯，事务所在传真中表示，临终之时，医护人员都“含泪为他送别”，“他走得很安详”；遵其遗愿，近亲人员已经对其秘密下葬，并告知社会不要去为他送花供物。
高仓健逝世的消息传出后，中国观众及影视界人士纷纷在网上表达哀悼。2014年11月18日，中华人民共和国外交部发言人洪磊也在当天的例行记者会上对高仓健的逝世表示哀悼，称他是“中国人民熟悉的日本艺术家，为促进中日文化交流作出过重要的积极贡献”。对此高仓健生前所属的事务所发表感谢词，向中国影迷表示谢意。

## 主要戲劇作品

### 亞洲电影
- 电光空手道（1956年）导演：津田不二夫
- 喧哗社员（1957年）导演：津田不二夫
- 女大不由娘（1958年）导演：佐伯清
- 无法街的年轻人（1959年）导演：小泽茂弘
- 天下快男儿·万年太郎（1960年）导演：小林恒夫
- 穿過藝妓（1961年）美空雲雀合演
- 叛徒是地獄（1962年）片岡千恵蔵合演
- 宮本武藏 二刀流開眼　（1963年）中村錦之助合演
- 人生剧场　飞车角（1963年） 鶴田浩二合演
- 宮本武藏 一乘寺之決鬥　（1964年）中村錦之助合演
- 饥饿海峡 （1964年）三国連太郎合演
- 日本侠客传系列 （1964年-1971年）
- 宮本武藏 巖流島之決鬥　（1965年）中村錦之助合演
- 昭和殘俠傳[]系列 （1965年-1972年）
- 网走番外地系列 （1965年-1972年）
- 銀翼大決鬥（1966年）千葉真一主演，台灣、日本合作電影，台灣於1971年上映
- 人生剧场　飞车角和吉良常（1968年） 鶴田浩二合演
- 日本屋久座传　总统的路（日语：日本屋久座传　总统的路） （1971年） 若山富三郎、鶴田浩二合演
- 蓋登博覽會（日语：蓋登博覽會） （1972年） 鶴田浩二合演
- 山口組三代目（1973年　山口組三代目組長・田岡一雄役（主演））
- 哥爾哥13 （1973年）
- 新干线大爆破 （1975年）千葉真一、宇津井健合演
- 神戸国際幫派 （1975年） ※菅原文太合演

東映退社後
- 追捕 （1976年）原田芳雄合演
- 八甲田山 （1977年）
- 幸福的黄手帕 （1977年）武田鉄矢、倍賞千惠子、桃井薰合演
- 冬之華 （1978年）
- 野性的証明 （1978年）藥師丸博子合演
- 远山的呼唤 （1980年）倍賞千惠子合演
- 動乱 （1980年）吉永小百合合演
- 驛车站 （1981年）倍賞千惠子合演
- 海峡 （1982年）吉永小百合、三浦友和合演
- 南极物语 （1983年）
- 居酒屋兆治 （1983年）
- 夜叉（日语：夜叉_(映画)） （1985年）北野武、田中裕子合演
- 出海 再会 （1988年）
- 是啊 （1989年）
- 四十七人刺客 （1994年）
- 铁道员 （1999年）
- 螢（日语：螢火蟲 (映画)） （2001年）
- 千里走单骑 （2005年） 導演：張藝謀
- 致親愛的你 （2012年） 導演：降旗康男

### 歐美電影
- 高手（The Yakuza，1974年）主演：勞勃·米契，導演：薛尼·波拉克
- 黑雨（1989年），與麥克·道格拉斯、松田優作等主演，導演：雷利·史考特
- 棒球先生（1992年），与湯姆·謝立克、高梨亚矢主演，导演：佛瑞德·薛比西（英语：Fred Schepisi）。

### 电视剧
- 1956 努力工作
- 1962 判決（1）
- 1977 你可以
- 1992 蒂罗尔的挽歌
- 1993 從現在開始　海边旅客（CX）
- 1995 刑事　越過蛇（NHK）[10]

## 个人生活

### 家庭
- 前妻：江利智惠美

### 与张艺谋的友谊
《千里走单骑》的拍摄让高仓健和张艺谋结下友谊。高仓健在得知张艺谋出任2008北京奥运会导演后，请铸造师为张艺谋锻造了一套刻有张艺谋名字的武士刀并亲自去北京将其赠与张艺谋。张艺谋则将刀安放在开幕式工作中心会议室醒目的地方，让高仓健的祝福守护自己。高仓健回东京后驱车数小时去一座寺庙请一位熟识的和尚为张艺谋做法事祈愿。祈愿后，高仓健赠给张艺谋一块写有“祝张艺谋导演奥运开幕式成功。”的牌子。

## 其他致敬引用
漫畫家龍幸伸在他的漫畫作品《膽大黨》故事開場中，女主角綾瀨桃被設定為「喜歡長相跟高倉健一樣硬派的男生」的女生，男主角的姓名也叫「高倉健」。在作品中也能找到一些關於演員高倉健的相關影射，比如男主角對綾瀨桃所說出的對白「我很笨拙，不懂表達」，明顯置入了高倉健的銀幕角色印象。